# Michael Kohlmann
Michael Kohlmann (Hagen, 11 de Janeiro de 1974) é um tenista profissional alemão, apos conseguir furar o top 100, em 1998, e atingiu seu apice em simples, foi para as duplas onde já chegou nas semifinais do Australian Open, em duplas já chegou ao N. 27, e simples N. 98° da ATP.

## ATP Tour Finais

### Duplas: 19 (5–14)
| Legenda (pre/pos 2009)                                        |
| Grand Slam (0)                                                |
| Tennis Masters Cup / ATP World Tour Finals (0)                |
| ATP Masters Series / ATP World Tour Masters 1000 (0)          |
| ATP International Series Gold / ATP World Tour 500 Series (0) |
| ATP International Series / ATP World Tour 250 Series (5–14)   |

| Resultado | N.  | Data              | Torneio                  | Piso        | Parceiro         | Oponentes                          | Placar                  |
| --------- | --- | ----------------- | ------------------------ | ----------- | ---------------- | ---------------------------------- | ----------------------- |
| Vice      | 1.  | 13 Setembro 1999  | Bournemouth, Reino Unido | Saibro      | Nicklas Kulti    | David Adams Jeff Tarango           | 3–6, 7–6(7–5), 6–7(5–7) |
| Vice      | 2.  | 10 Julho 2000     | Gstaad, Suíça            | Saibro      | Jérôme Golmard   | Jiří Novák David Rikl              | 6–3, 3–6, 4–6           |
| Campeão   | 1.  | 11 Fevereiro 2002 | Copenhagen, Dinamarca    | Duro (i)    | Julian Knowle    | Jiří Novák Radek Štěpánek          | 7–6(12–10), 7–5         |
| Vice      | 3.  | 29 Abril 2002     | Majorca, Espanha         | Saibro      | Julian Knowle    | Mahesh Bhupathi Leander Paes       | 2–6, 4–6                |
| Campeão   | 2.  | 30 Dezembro 2002  | Madras, Índia            | Duro        | Julian Knowle    | František Čermák Leoš Friedl       | 7–6(7–1), 7–6(7–3)      |
| Vice      | 4.  | 24 Fevereiro 2003 | Copenhagen, Dinamarca    | Duro (i)    | Julian Knowle    | Tomáš Cibulec Pavel Vízner         | 5–7, 7–5, 6–2           |
| Vice      | 5.  | 20 Outubro 2003   | St. Petersburg, Rússia   | Saibro      | Rainer Schüttler | Julian Knowle Nenad Zimonjić       | 4–6, 4–6                |
| Vice      | 6.  | 23 May 2004       | Casablanca, Marrocos     | Duro (i)    | Yves Allegro     | Enzo Artoni Fernando Vicente       | 6–7(1–7), 3–6           |
| Vice      | 7.  | 23 Agosto 2004    | Long Island, EUA         | Duro        | Yves Allegro     | Antony Dupuis Michaël Llodra       | 2–6, 4–6                |
| Campeão   | 3.  | 10 Janeiro 2005   | Auckland, Nova Zelândia  | Duro        | Yves Allegro     | Simon Aspelin Todd Perry           | 6–4, 7–6(7–4)           |
| Vice      | 8.  | 7 Fevereiro 2005  | San José, USA            | Hard (i)    | Yves Allegro     | Wayne Arthurs Paul Hanley          | 6–7(4–7), 4–6           |
| Suíça     | 9.  | 4 Julho 2005      | Gstaad, Suíça            | Saibro      | Rainer Schüttler | František Čermák Leoš Friedl       | 6–7(6–8), 6–7(11–13)    |
| Campeão   | 4.  | 10 Abril 2006     | Houston, EUA             | Saibro      | Alexander Waske  | Julian Knowle Jürgen Melzer        | 5–7, 6–4, [10–5]        |
| Vice      | 10. | 24 Abril 2006     | Casablanca, Marrocos     | Clay        | Alexander Waske  | Julian Knowle Jürgen Melzer        | 3–6, 4–6                |
| Vice      | 11. | 12 Junho 2006     | Halle, Alemanha          | Grama       | Rainer Schüttler | Fabrice Santoro Nenad Zimonjić     | 0–6, 4–6                |
| Campeão   | 5.  | 29 Janeiro 2007   | Zagreb, Croácia          | Carpete (i) | Alexander Waske  | František Čermák Jaroslav Levinský | 7–6(7–5), 4–6, [10–5]   |
| Vice      | 12. | 6 Julho 2009      | Newport, EUA             | Grama       | Rogier Wassen    | Jordan Kerr Rajeev Ram             | 7–6(8–6), 4–6, [6–10]   |
| Vice      | 13. | 8 Maio 2010       | Munich, Alemanha         | Clay        | Eric Butorac     | Oliver Marach Santiago Ventura     | 7–5, 3–6, [14–16]       |
| Vice      | 14. | 2 Outubro 2011    | Bangkok, Tailândia       | Duro (i)    | Alexander Waske  | Oliver Marach Aisam-ul-Haq Qureshi | 6–7(4–7), 6–7(5–7)      |

## Grand Slam performance em Duplas
Atualizado até Australian Open de 2013.
| Grand Slam       |     |     |     |     |     |     |     |     |     |     |     |     |     |     |     |     |       |
| Australian Open  | 1R  | 2R  | 1R  | 1R  | 1R  | 1R  | 2R  | 1R  | 1R  | 1R  |     | 1R  | SF  | 3R  | 2R  | 2R  | 10–15 |
| Aberto da França |     | 1R  |     | 2R  | 1R  | 2R  | 3R  | 2R  | 1R  | QF  |     | 3R  | 1R  | 3R  | 1R  |     | 12–12 |
| Wimbledon        |     | 1R  |     |     | 2R  |     | 1R  | 1R  | 2R  | 2R  | 2R  |     | 1R  | 1R  | 2R  |     | 5–10  |
| US Open          | 2R  | 1R  | 1R  |     | 1R  | 2R  | 2R  |     | 3R  | 2R  | 1R  | 2R  | 2R  | 2R  | 1R  |     | 9–13  |
| Total V-D        | 1–2 | 1–4 | 0–2 | 1–2 | 1–4 | 2–3 | 4–4 | 1–3 | 3–4 | 5–4 | 1–2 | 3–3 | 5–4 | 5–4 | 2–4 | 1–1 | 36–50 |